# Paridom Gottlob Heinrich
Paridom Gottlob Heinrich (* 1. Dezember 1787 in Hamburg; † 19. Februar 1864 ebenda) war ein deutscher Geometer und Ingenieur. Bekannt ist er vor allem für seine topografischen Karten und Stadtpläne von Hamburg.

## Leben

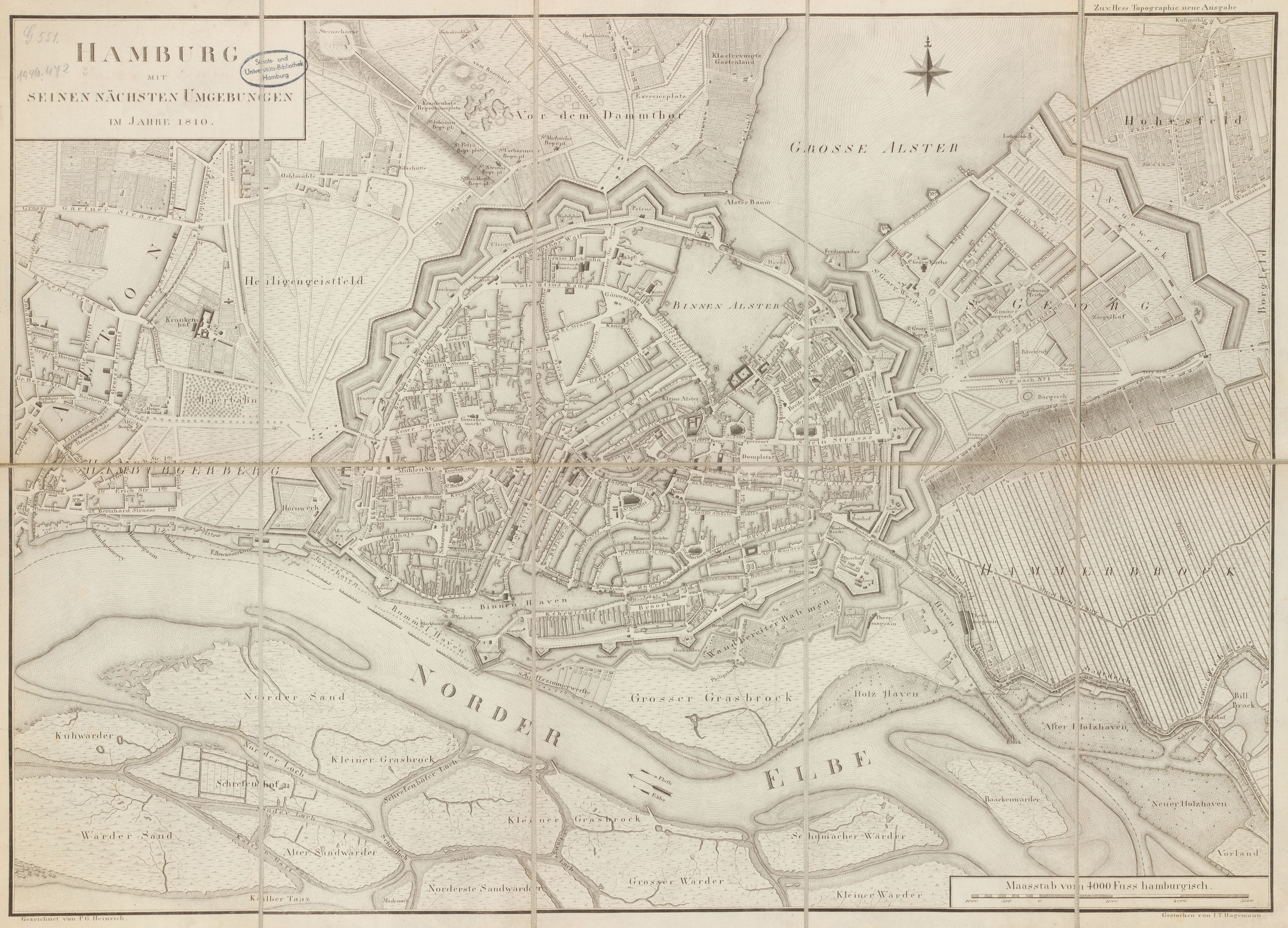
P. G. Heinrich: Hamburg mit seinen nächsten Umgebungen im Jahr 1810 (Stecher: Johann Thomas Hagemann)

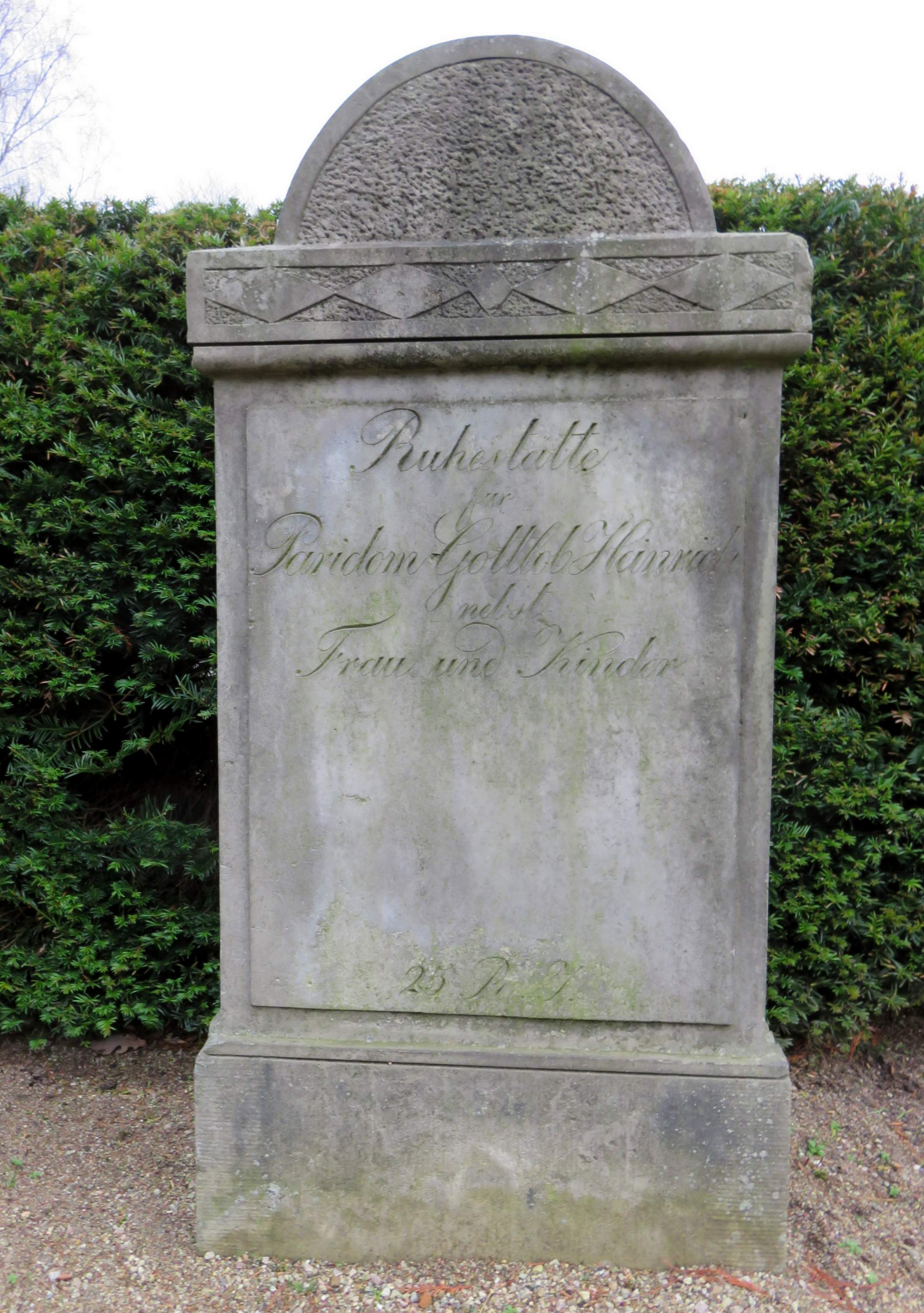
Grabmal Freilichtmuseum Heckengarten, Friedhof Ohlsdorf

Heinrich besuchte von 1795 bis 1799 die Gelehrtenschule des Johanneums und begann anschließend eine Ausbildung beim städtischen Strand- und Canal-Direktor Johann Theodor Reinke (1749–1825). 1811 wurde er als Ingenieur in der Baudeputation eingestellt und nach Reinkes Tod 1825 schließlich dessen Nachfolger, ab 1841 mit dem Titel Oberingenieur.
Zu Heinrichs Aufgaben zählte unter anderem die Entfestigung und Umgestaltung der Hamburger Wallanlagen nach dem Ende der französischen Besatzung sowie die Vermessung und Neuplanung des Brandgebietes nach dem Hamburger Brand von 1842.
In diesem Zusammenhang erstellte er zahlreiche Stadtpläne und topografische Karten, die heute zu den herausragenden Quellen zur Stadtgeschichte des 19. Jahrhunderts zählen.
Heinrich war Freimaurer in der Loge Zum Rothen Adler.
Auf dem Friedhof Ohlsdorf befindet sich im Bereich des Freilichtmuseums Heckengarten der Grabstein für Paridomo G. Heinrich, im Areal des Althamburgischen Gedächtnisfriedhofs  darüber hinaus ein Ehren-Sammelgrabmal zusammen mit Oberingenieur Christian Wilhelm Plath.